# وحدة الاستجابة للطوارئ (النرويج)

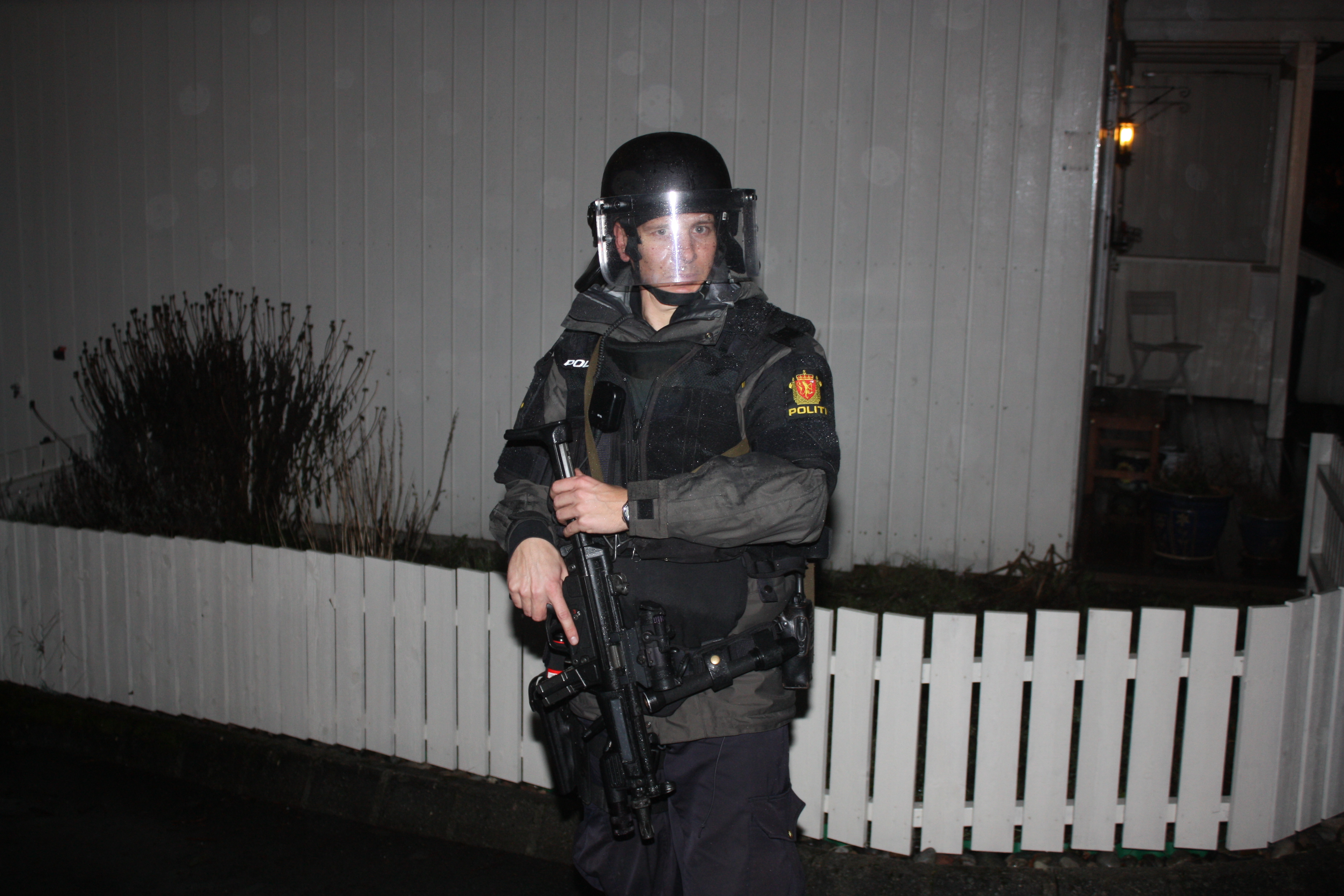
ضابط مسلح بإم بي 5

وحدة الاستجابة للطوارئ (بالنرويجية: Beredskapstroppen)‏، شارة تعريف دلتا هي وحدة شرطة متخصصة تعتبر وحدة قوة عامة رئيسية لمكافحة الإرهاب في النرويج. وأعضائها مدربين لتنفيذ عمليات خطيرة مثل الاعتقالات شديدة الخطورة وحالات احتجاز الرهائن. يتم تجنيد أعضاء الوحدة من قوة الشرطة العادية. وتعد من الناحية التنظيمية جزءاً من منطقة شرطة أوسلو، ولكن مسؤولة عن جميع أنحاء البلاد، بما في ذلك المنشآت النفطية في بحر الشمال. تأسست في عام 1976.